# L’Électromotion
L’Électromotion est un constructeur automobile français.

## Production

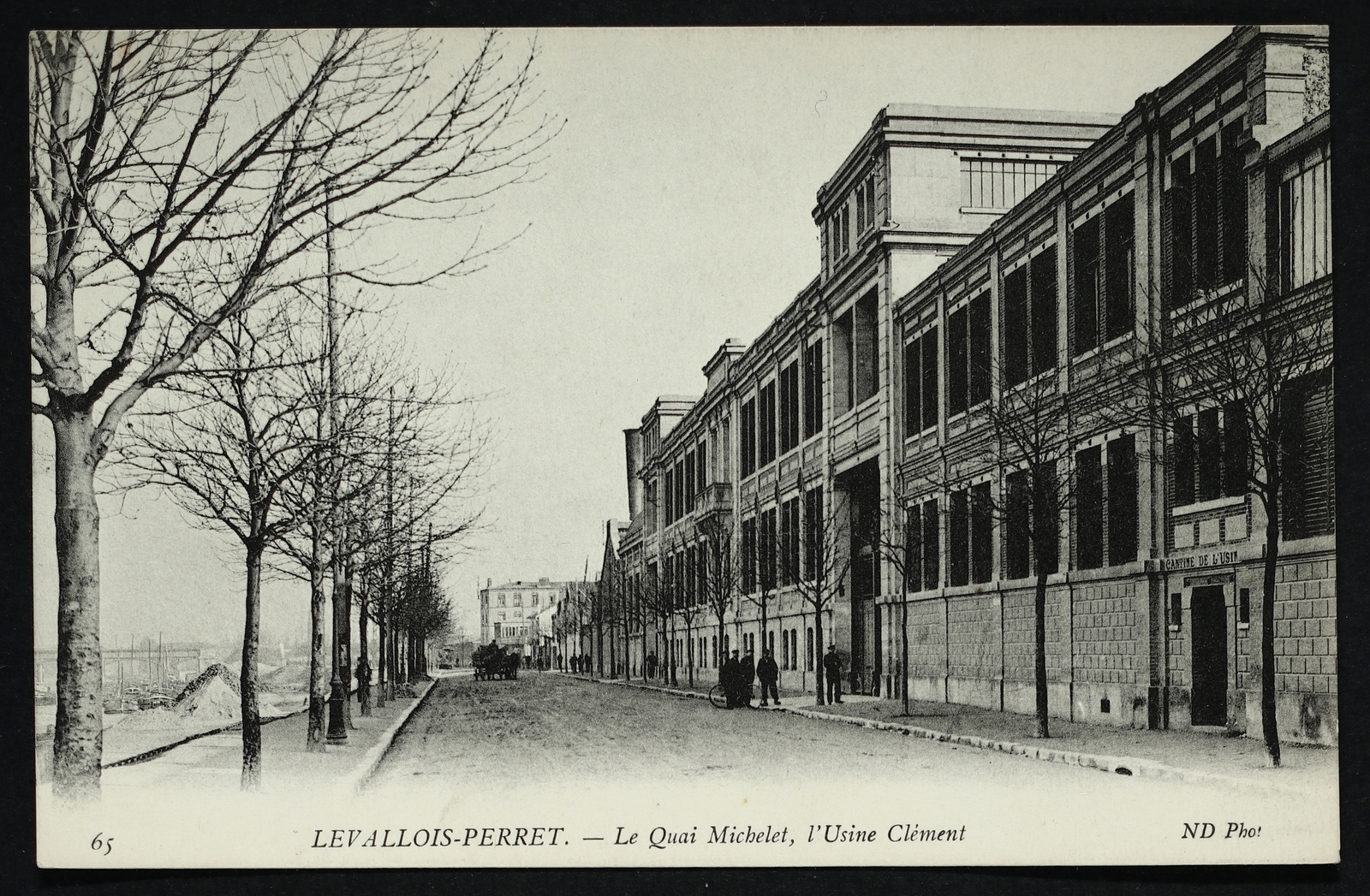
Levallois-Perret. Quai Michelet.

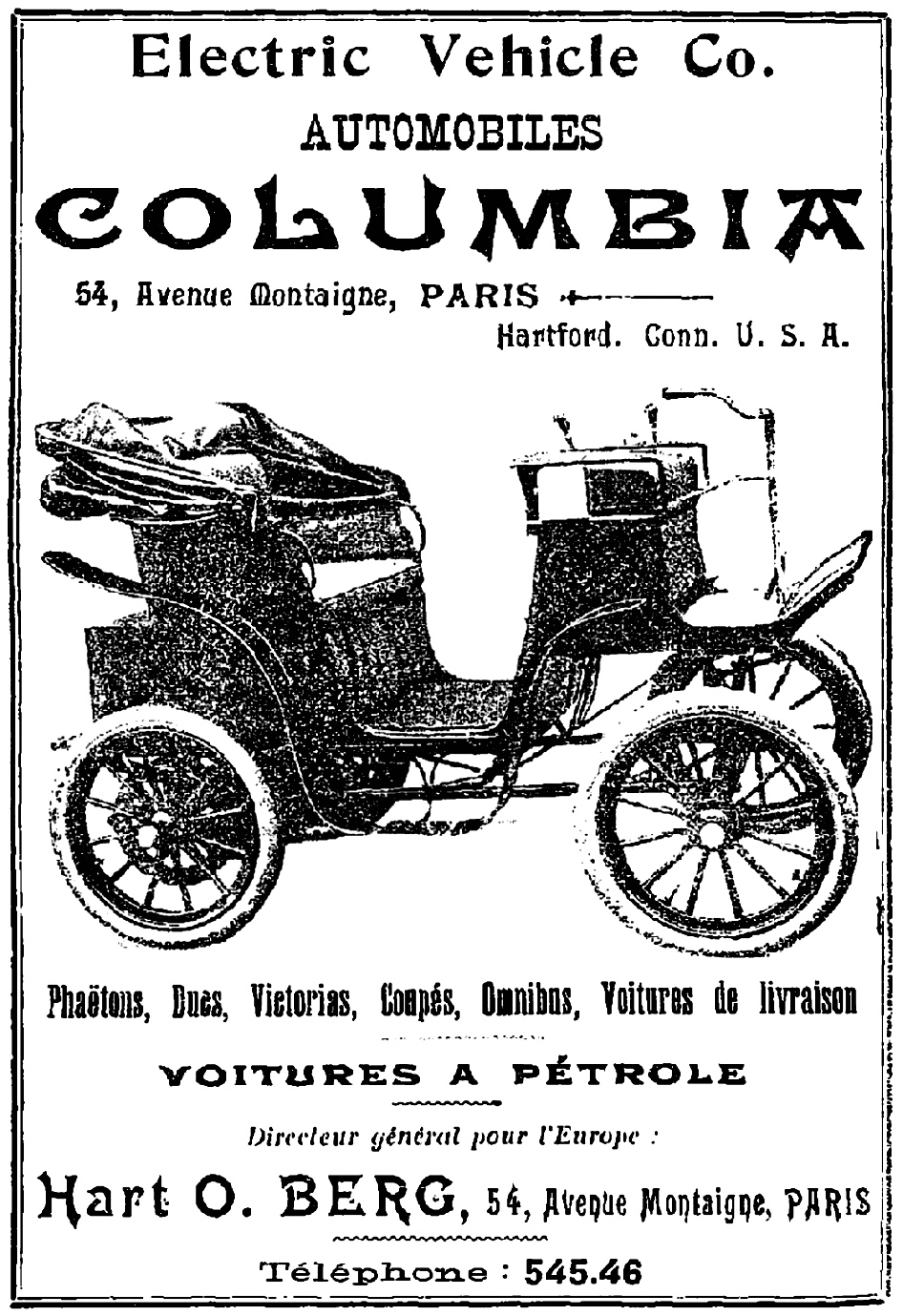
L’Électromotion (1900).jpg

L’entreprise basée à Levallois-Perret a commencé à produire des automobiles en 1899. Les usines sont situées à Levallois-Perret sur le quai Michelet,. La société a commencé à produire des véhicules électriques en 1899 sous licence de la Columbia Automobile Company des États-Unis. La Columbia Automobile Company a commencé en 1894 avec un tricycle à moteur à combustion interne. Convaincu de la modération électrique silencieuse, un prototype Mark I a été construit en 1896. Le Mark II était à nouveau équipé d’un moteur à combustion interne. À la fin de l’année 1896, la Mark III à moteur électrique a été testée. Avec la Mark III perfectionnée, Électromotion est entrée dans l’industrie automobile en tant que licencié en France en 1899. L’ingénieur en chef M. Cuan Artique était responsable de la conception des accumulateurs. D’autres types de véhicules étaient alors le Mark IV, le Mark V et ainsi de suite. Un landaulet de 1904 pesait 2200 kg avec une batterie composée de 96 cellules. L’autonomie était de 150 km.
La production s’est terminée en 1909.

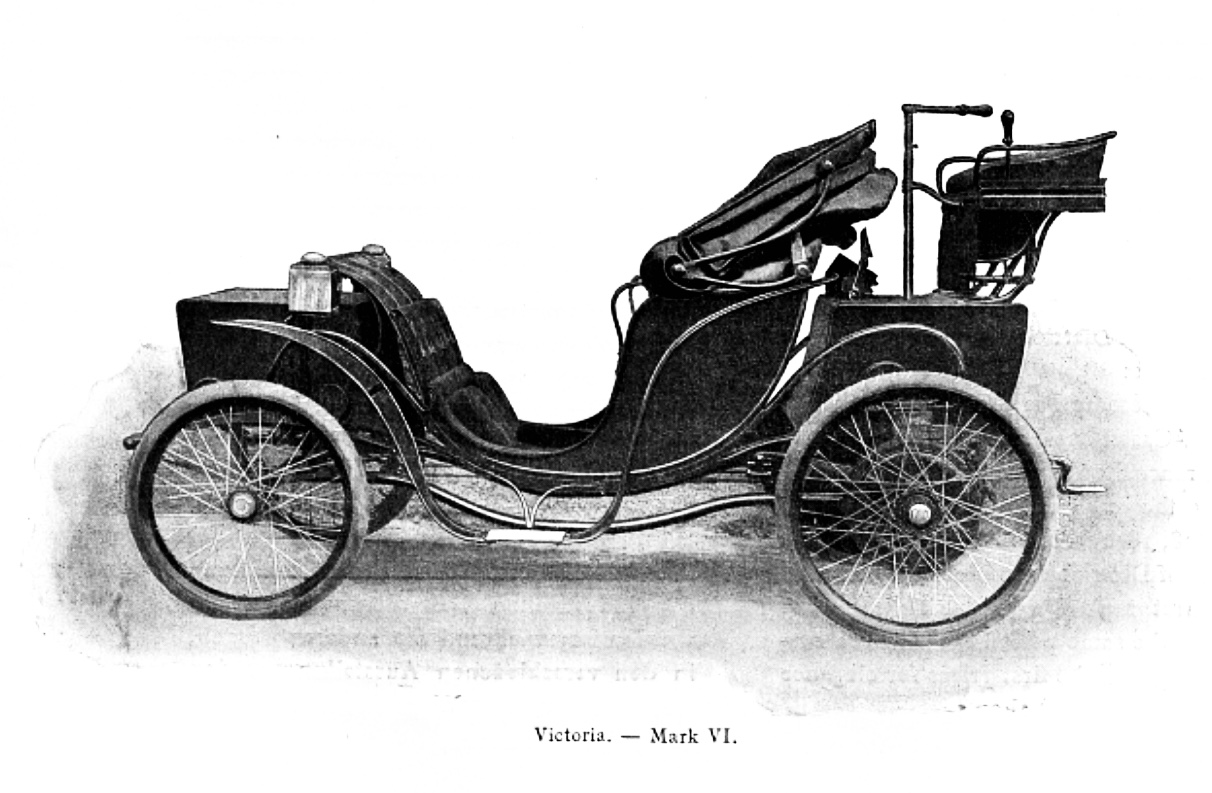
L’Électromotion Victoria Mark VI (1900).
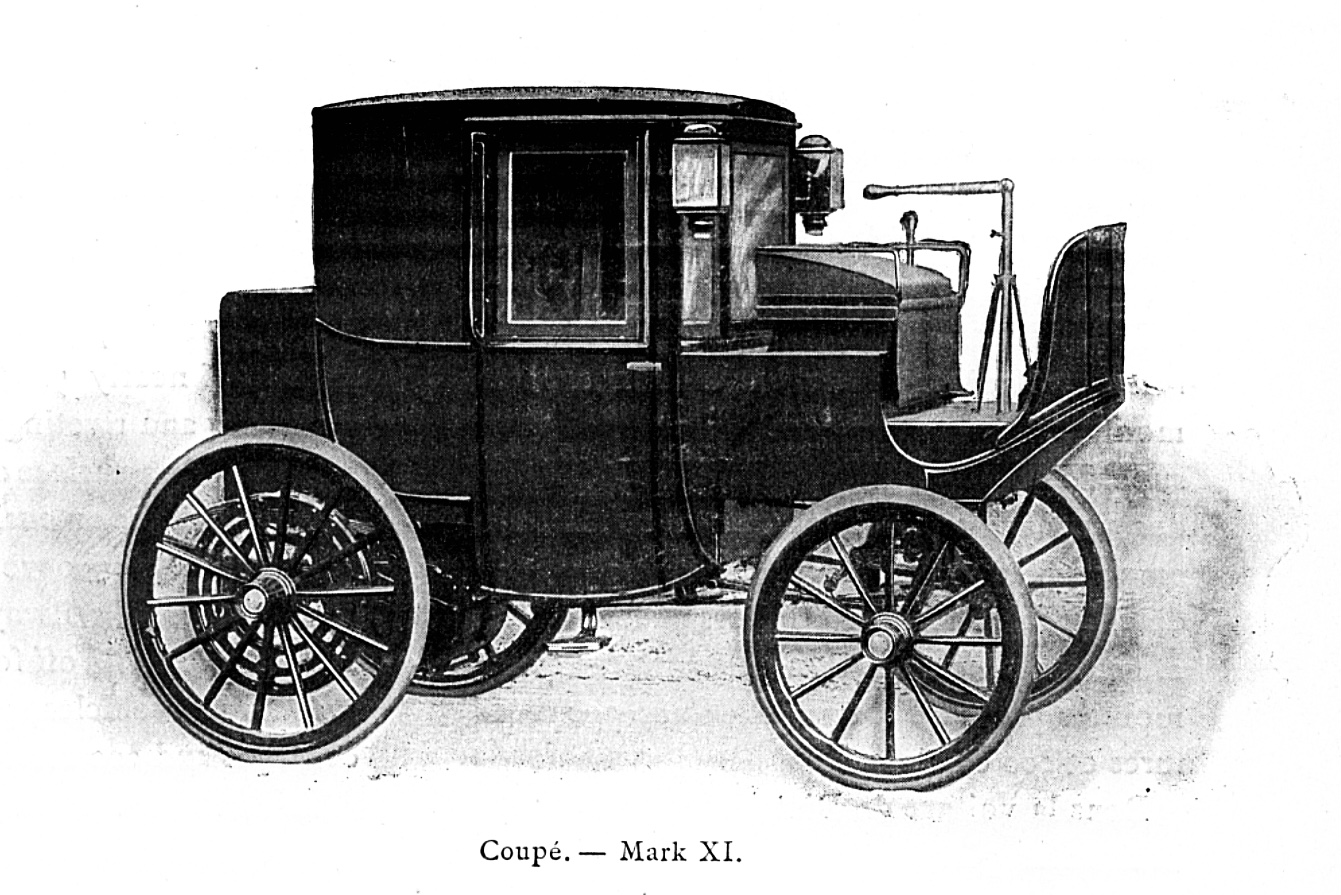
L’Électromotion Coupé Mark XI (1900).
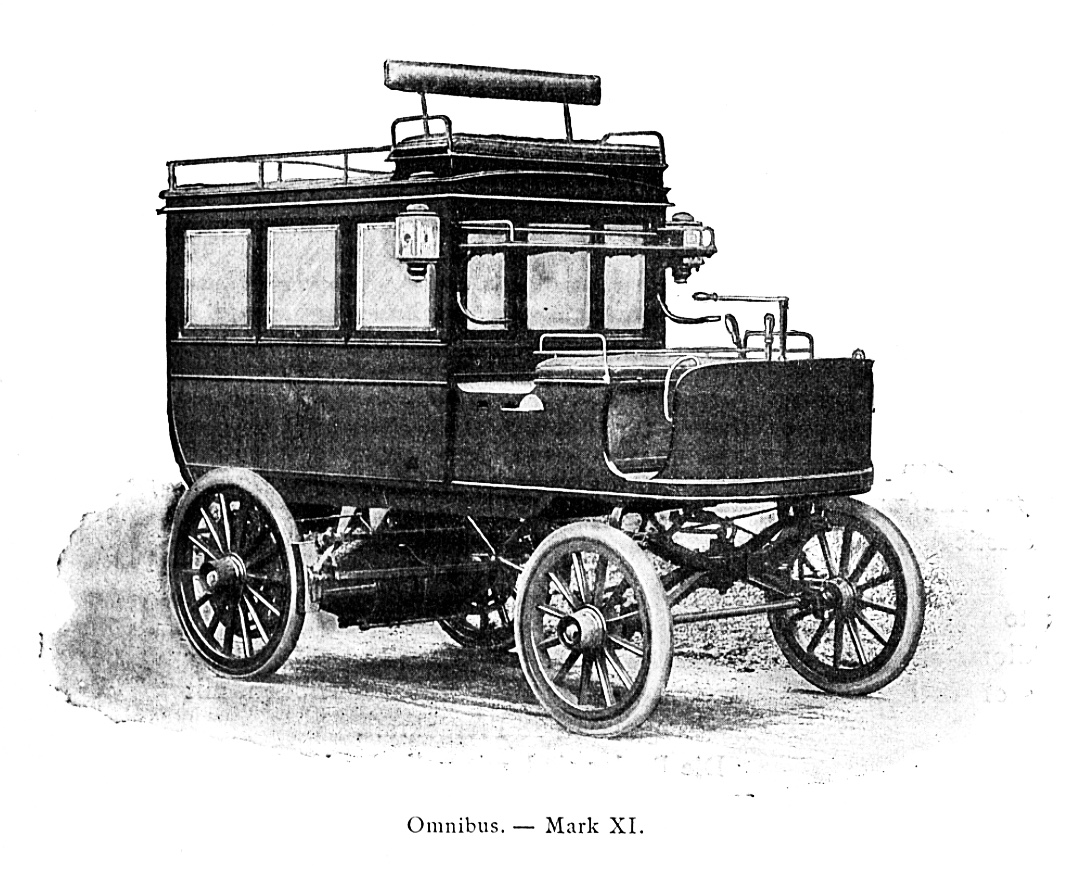
L’Électromotion Omnibus Mark XI (1900).
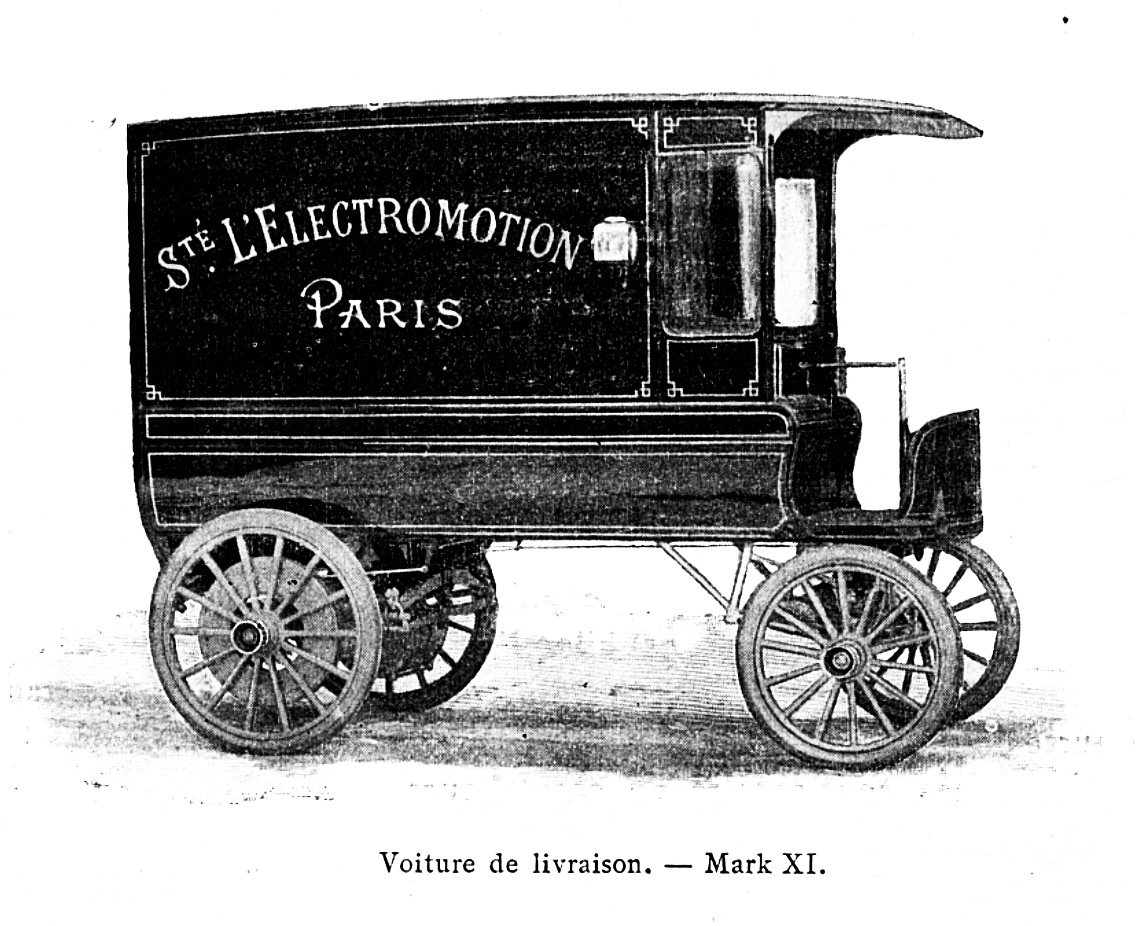
L’Électromotion Voiture de Livraison Mark XI (1900).
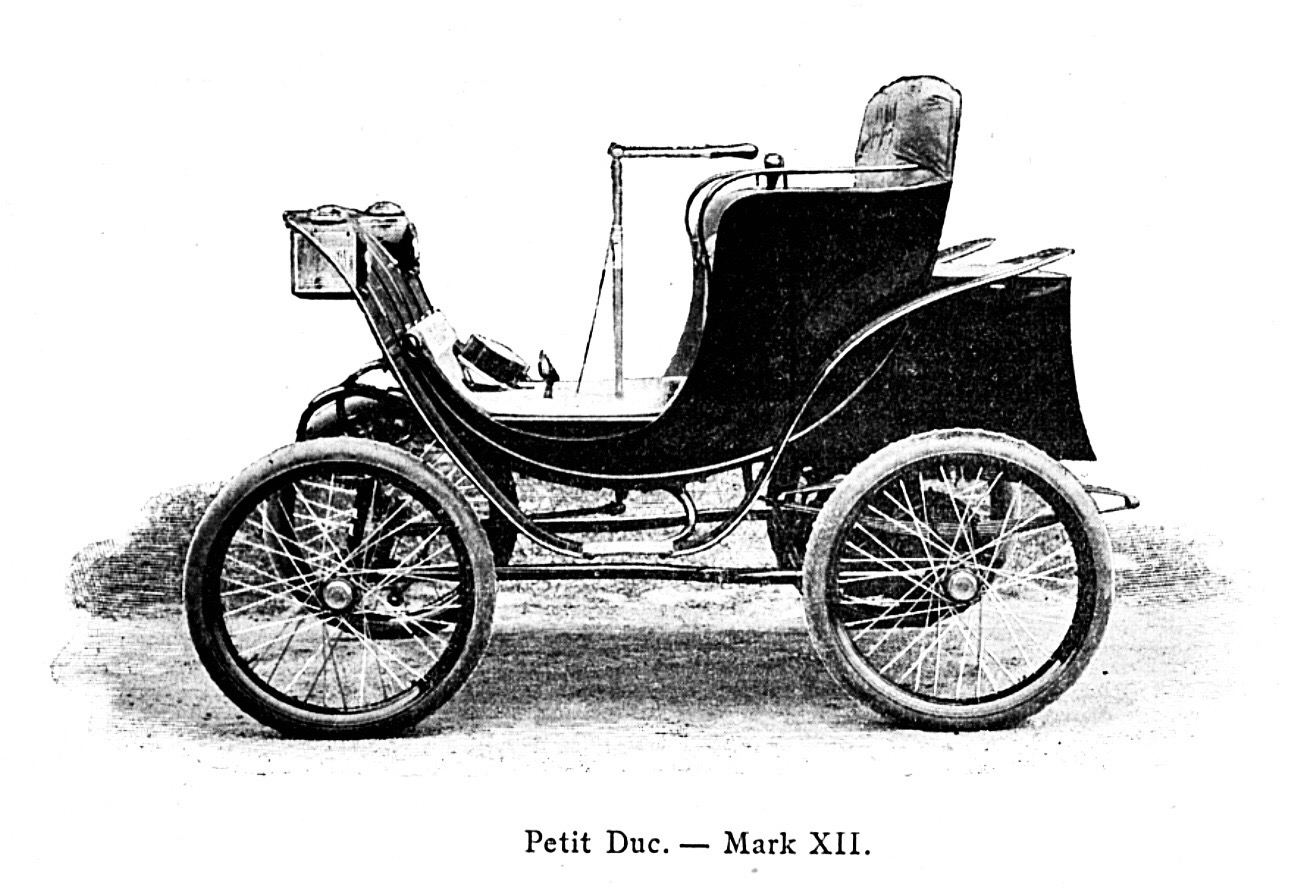
L’Électromotion Petit duc Mark XII (1900).
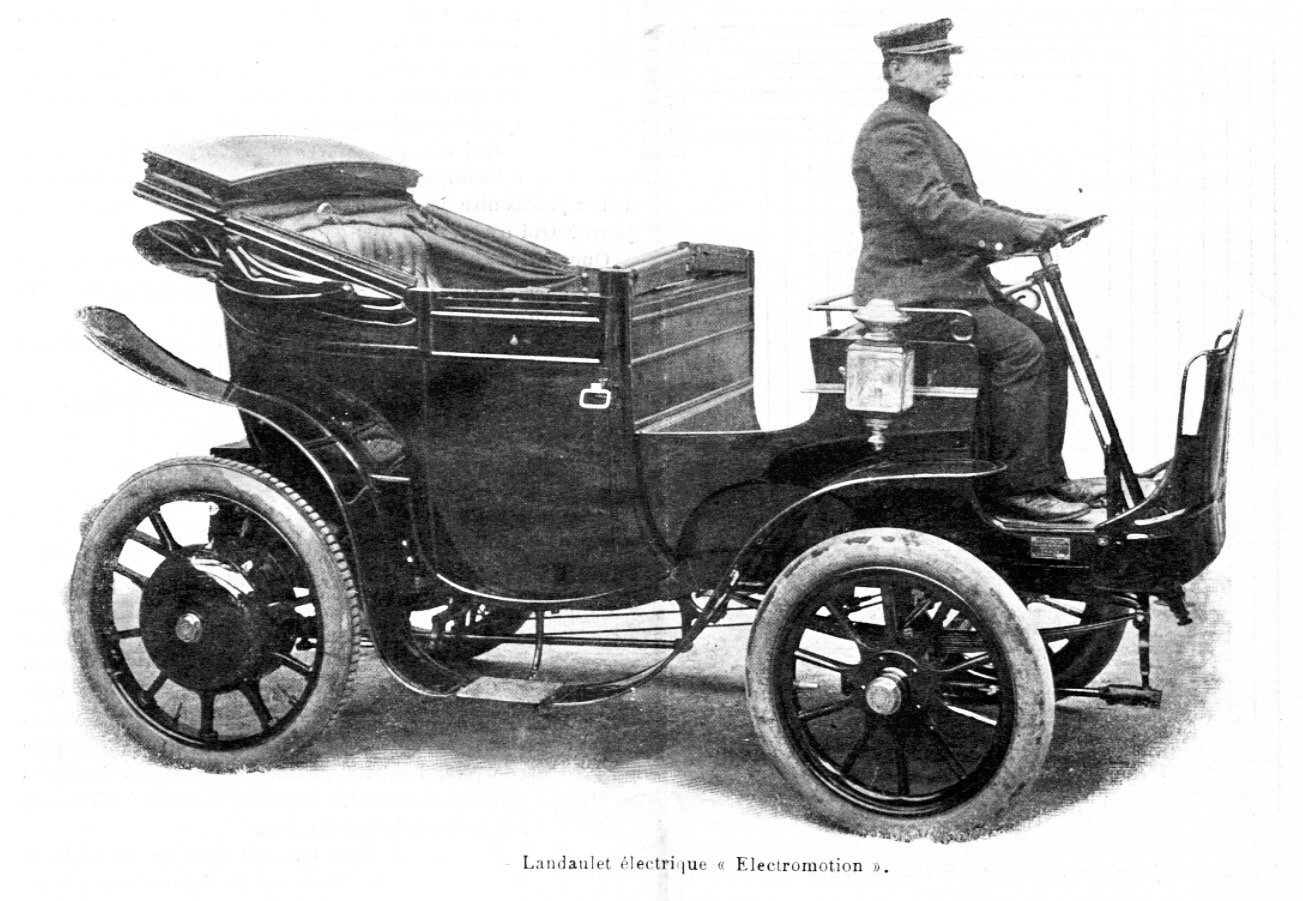
L’Électromotion Landaulet Mark ? (1905)